# O Calvário

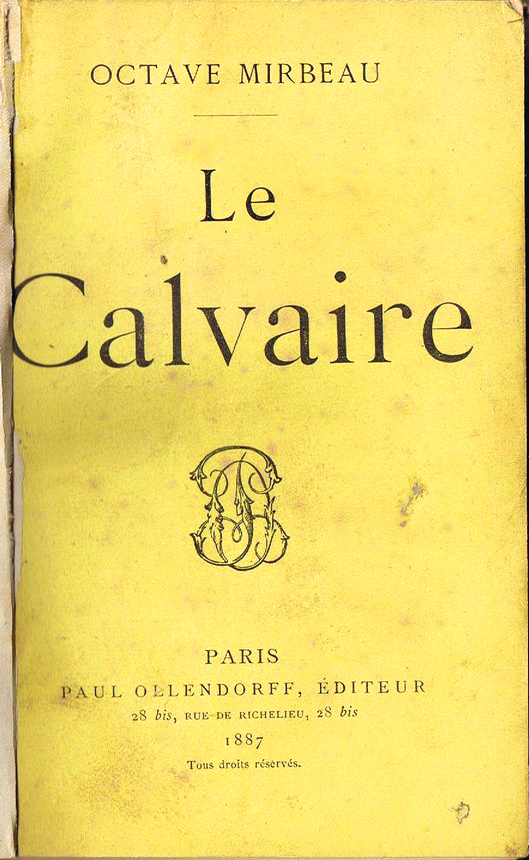
O Calvario.

O Calvario (em francês, Le Calvaire) é o primeiro romance do escritor francês Octave Mirbeau, publicado em Novembro de 1886, após uma breve pré-publicação truncada na Nouvelle Revue (Nova Revista) de Juliette Adam.

## O enredo
Publicado pela Ollendorff, editora na qual foram publicados todos os romances que Octave Mirbeau havia escrito como « negro » (sob pseudônimo), O Calvário é uma narrativa fortemente autobiográfica, no qual o escritor transpõe, para se purgar, seu caso devastador de mais de quatro anos com uma mulher galante, Judith Vinmer, rebatizada Juliette Roux. O tema fundamental é o inferno da paixão, que não é somente uma fonte de sofrimento, mas também de decadência moral e de esgotamento da inspiração criadora. As relações entre os sexos repousam sobre um eterno mal-entendido e um abismo de incompreensão, que separa para sempre os amantes, transformando o amor em uma grande ilusão.

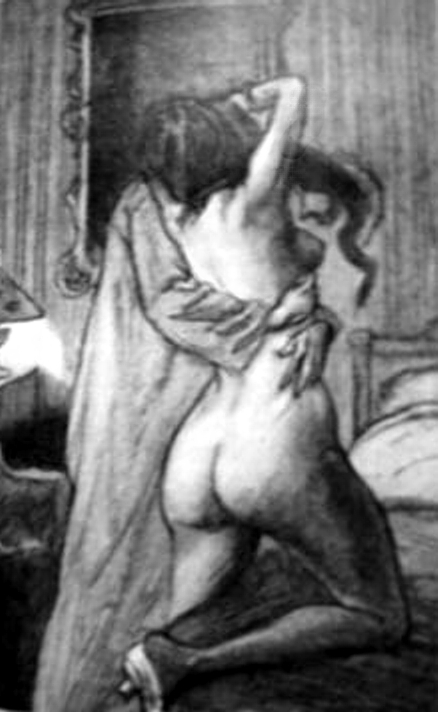
Georges Jeanniot, Le Calvaire, 1902

A narrativa está escrita na primeira pessoa por um anti-herói, Jean Mintié, originário do Perche, como o próprio escritor. Após uma infância desencantada e o traumatismo da derrota do exército do Loire, durante a guerra de 1870, ele vem a Paris, torna-se amigo do pintor Joseph Lirat e começa uma carreira literária. Mas, seu caso devastador com Juliette o torna incapaz de trabalhar e de escrever e transforma sua vida em uma tortura permanente. Depois de uma primeira tentativa abortada de fuga na Bretanha, ele descobre que seu fiel amigo Lirat está enganando-o com a desvergonhada Juliette, e decide então desaparecer, vestido de operário, depois de ter tido uma alucinação na qual sexo e assassinato se misturavam.
Escritor fracassado, ele narra seu próprio calvário e tem como objetivo, através de sua confissão, pagar por seus pecados, suas fraquezas e suas veleidades homicidas. O sofrimento será também transformado em obra de arte suscetível de ter um efeito terapêutico sobre o seu autor.
Mirbeau tinha previsto uma continuação do livro que nunca foi escrita, e cujo nome deveria ser Rédemption (A Redenção). Ele, sem dúvida, usou elementos desse texto no seu segundo romance oficial, O Padre Júlio.

## Comentários
A subjetividade da narrativa, na qual se encontra grande número de pesadelos e de alucinações, que lhe dão às vezes uma aparência próxima do fantástico, afasta esse romance das normas naturalistas. As influências literárias dominantes são as de Jules Barbey d'Aurevilly, Edgar Poe, Liev Tolstói e Fiódor Dostoiévski.
Mirbeau aproveita para acertar suas contas com as estruturas de opressāo e de alienação que são a familia, a escola e sobretudo o exército. O capítulo II, que gerou um escândalo e que ||Juliette Adam]] (fundadora da Nova Revista) se recusou a publicar por conta de suas próprias opiniões políticas, é uma desmistificação não só do exército como instituição e da guerra como modo de resolução dos conflitos, mas também da própria ideia de pátria, em nome da qual se enfrentam, em guerras sangrentas, povos que nem sequer se conhecem e que não têm razão nenhuma de lutar.

## Citações
- « Eu compreendia que a lei do mundo era a luta; lei inexorável, homicida, que não se contenta de armar os povos uns contra os outros mas faz se jogarem, uns contra os outros, os filhos de uma mesma raça, de uma mesma família, de uma mesma barriga. Eu não encontrava nenhuma das abstrações sublimes da honra, da justiça, da caridade, da pátria que abundam nos livros clássicos, com as quais somos criados, com as quais nos ninam, nos hipnotizam para melhor enganar os bons e os pequenos, para melhor os escravizar, para melhor os estrangular. O que era a final de contas essa pátria, em nome da qual se cometiam tantas loucuras e tantos crimes, que nos tinha arrancado, cheios de amor, da natureza materna, que nos jogava, cheios de ódio, famintos e nus, sobre a terra madrasta ?… »

- « Se condena à morte o assassino tímido que mata o passante com um golpe de adaga, num beco de ruas noturnas, e o seu corpo decapitado é jogado nas sepulturas infames. Mas, o conquistador, que queimou cidades, dizimou povos, toda a loucura, toda a covardia humana se juntam para içar em baluartes monstruosos; em sua honra são erguidos arcos de triunfo, colunas vertiginosas de bronze e, nas catedrais, as massas se ajoelham piedosamente ao redor de seu túmulo de mármore abençoado e guardado pelos santos e pelos anjos, sob o olhar encantado de Deus !… »

## Edições portuguesas
- O Calvario, Lisboa, A Editora, 1906. Tradução de Ribeiro de Carvalho et Moraes Rosa, 237 p.
- O Calvario, Lisboa,  Emp. Tip. Casa Portuguesa,  1966, 246 p.